# Agalma
Ágalma. Rivista di studi culturali e di estetica è una rivista accademica dedicata agli studi culturali, estetica e filosofia. Fondata nel 2000 dal filosofo Mario Perniola e da un gruppo di intellettuali italiani e internazionali. È pubblicata con cadenza semestrale dall'editore Mimesis di Milano.
La rivista, nata per rispondere allo scontento nei confronti del contesto culturale contemporaneo, si coniuga con la ricerca di approcci metodologici più agili e flessibili di quelli tradizionali, offrendosi come un forum di discussione per lavori teoretici che fanno riferimento ai rapporti tra sapere e potere, propri dei cultural studies, e dell'estetica.
Il titolo della rivista riflette le sue intenzioni, i suoi contenuti e i suoi orientamenti. "Ágalma", vocabolo del greco antico, significa: ornamento, regalo, immagine. In questa parola, dotata di una ricca pregnanza semantica, si incrociano il valore economico, l'aspetto estetico e il potere simbolico.
La prima parte del fascicolo è a carattere monografico, spesso collegata con conferenze internazionali organizzate dalla Cattedra di Estetica dell'Università degli Studi di Roma "Tor Vergata" e da altre istituzioni culturali.
Le altre sezioni includono: discussioni, interviste, recensioni che coprono una vasta sfera di problematiche della riflessione filosofica occidentale e non-occidentale.

## Collaboratori della rivista
- Jean Baudrillard[1]
- Sergio Benvenuto
- Bernardo Bertolucci[2]
- Luc Boltanski
- Christine Buci-Glucksmann
- Peter Burke
- Gian Carlo Calza
- Iain Chambers
- Pierre Dalla Vigna
- Milo De Angelis
- Massimo Donà
- Gillo Dorfles
- Franco Ferrarotti
- Giulio Ferroni
- Jean Galard
- Carlo Galli
- Sergio Givone
- Boris Groys
- Nathalie Heinich
- Henri-Pierre Jeudy
- Joseph Kosuth[3]
- Bruno Latour
- Jorge Lozano
- Sarah F. Maclaren
- Michel Maffesoli
- William Marx
- Giampiero Moretti
- Atsushi Okada
- Pier Paolo Poggio
- Massimo Recalcati
- Richard Shusterman
- Hugh J. Silverman
- Jean-Marie Straub
- Ariano Suassuna
- Andrea Tagliapietra

## Organigramma attuale
Direzione:
Luigi A. Manfreda (direttore responsabile), Ivelise Perniola (condirettrice)
Caporedattori:
Angì Perniola, Caterina di Rienzo
Comitato di redazione:
Enea Bianchi, Anna Camaiti Hostert, Giuliano Compagno, Pierre Dalla Vigna, Andrea De Santis, Milosh Fascetti, Micaela Latini, Aldo Marroni, Matteo Monaco, Pierluigi Pietricola, Fabrizio Scrivano, Isabella Vincentini
Comitato scientifico internazionale:
Paolo Bartoloni (Galway), Giovanna Borradori (New York), Carlos Couto de Sequeira Costa (Lisbona), Paolo Fabbri (Venezia), Annateresa Fabris (San Paolo), Shuhei Hosokawa (Kyoto), Carsten Juhl (Copenaghen), Jorge Lonzano (Madrid), Robert Lumley (Londra), Annie Reniers-Philippot (Bruxelles), Massimo Verdicchio (Edmonton)
Comitato scientifico nazionale:
Paolo Bertetto (Roma), Iain Chambers (Napoli), Paolo D’Angelo (Roma), Paolo Fabbri (Venezia), Giulio Ferroni (Roma), Marina Galletti (Roma), Giacomo Marramao (Roma), Pietro Montani (Roma), Giampiero Moretti (Roma), Vanni Pasca (Milano), Paolo Quintili (Roma)
Corrispondenti:
Vania Baldi (Lisbona), René Capovin (Salon de Provence), Maria Teresa Ricci (Tours), Pedro Sargento (Wien), Roberto Terrosi (Tokyo)